# Abílio Wolney
Abílio Wolney (Conceição do Tocantins, 22 de agosto de 1876 — Dianópolis, 12 de setembro de 1965) foi um político, militar e juiz brasileiro, que exerceu o cargo de deputado estadual e deputado federal por Goiás, a partir de 1895, inicialmente filiado ao Partido Republicano Federal e mais tarde, ligado ao Partido Democrata. Suas rivalidades com a família Ramos Caiado, especialmente com Totó Caiado, ocasionaram na Chacina dos Nove, em 1918, na qual nove membros de sua família, incluindo seu pai, Joaquim Ayres Cavalcante Wolney, pela Polícia Militar do Estado de Goiás. O ato gerou uma rechaça de Wolney contra o juiz Celso Calmon e inspirou o livro O Tronco.

## Primeiros anos
Abílio Wolney  nasceu em Conceição do Tocantins, no dia 22 de agosto de 1876, na Província de Goiás, era filho de Joaquim Ayres Cavalcante Wolney. Ainda em idade infanto-juvenil, se mudou ao lado da família para São José do Duro, onde iniciou seus estudos. Não concluiu-os, pois seu tutor, Francisco Liberato da Silva Costa veio a falecer. Após o curso primário, estudou em Salvador, na Bahia, onde fez curso prático de Medicina e Farmácia, licenciando-se para realizar pequenas cirurgias. Não tendo curso de Direito, inscreveu-se como Advogado Provisionado, na Ordem dos Advogados do Brasil, no Distrito federal, sob o número 34. Serviu como agente dos Correios do Brasil, entrando para a política aos 18 anos, ao ser eleito deputado estadual.

## Carreira política
Eleito durante a 2.ª legislatura da Câmara de Deputados de Goiás em 1894, tomou posse em maio de 1895, pelo Partido Republicano Federal. Seu mandato se estendeu até agosto de 1898, indo para uma nova disputa no ano seguinte. Em sua campanha eleitoral, foi sugestor do atual nome do munícipio de Anápolis. Foi eleito deputado federal, porém não tomou posse, pois a Comissão Verificadora dos Poderes, encabeçada pelo senador Pinheiro Machado, depurou seu mandato em 1900, impedindo-o de tomar posse. Permaneceu na política, ocupando o cargo de juiz-adjunto, sendo promovido ao posto de coronel da Guarda Nacional Republicana, pelo próprio presidente, Campos Sales. Seguiu na Coletoria Estadual até sua nova eleição em 1909, pelo Partido Democrata, próximo de José Leopoldo Bulhões Jardim e Antônio Ramos Caiado, sendo o último seu rival, que, ao assumir a presidência do PD, com a Política das Salvações do marechal Hermes da Fonseca; perseguiu-o, fazendo Wolney ter sua reeleição depurada em 1913 e expulsando-o do partido.

### Chacina dos nove
As ações fizeram Wolney se dirigir ao norte do estado, começando a exercer forte influência política sobre São José do Duro. Ainda se aproveitando de sua influência política, primo de Totó, deputado federal Brasil Ramos Caiado, envia o juiz Celso Calmon para São José do Duro, em maio de 1918, escoltado por 68 soldados da PMGO. O pretexto seriam irregularidades no inventariado dos bens de Vicente Belém, irregularidades que Calmon concluiu, 3 meses depois, terem sido provocadas por Abílio Wolney.
Após uma operação malsucedida de apreensão de documento em dezembro daquele ano, o juiz enviou policiais para prender 7 membros da família do coronel no dia 21 de dezembro. Cinco foram detidos e 2 foram mortos, dentre estes, Joaquim Ayres, pai de Abílio. Dois dias depois, o oficial de justiça Justino Pereira Bueno, deu voz de prisão aos indivíduos. Todos os detentos estavam sob um método de tortura, o tronco , imposto sobre os escravizados.
Em contrapartida, Abílio enviou duzentos homens, jagunços e fazendeiros, para atacar São José do Duro e os policiais. A escaramuça fez com que os policiais soltassem Ana Custódia para tentar convencer o irmão de não atacar, o que não funcionou. Os policiais mataram quase todos os reféns e fugiram disfarçados. O conflitou perdurou até janeiro de 1919, a investigação foi encerrada de modo inconclusivo, o juiz foi suspenso e multado e os policiais remanescentes foram presos. O episódio, conhecido como Chacina dos Nove ou Massacre do Duro, inspirou o escritor goiano e imortal da ABL, Bernardo Élis, a redigir a obra O Tronco.

### Perseguição
Com o ato de ter atacado os policiais militares, foi condenado à pena de morte, fugindo para o Piauí e se deslocando até à Bahia.

### Últimos cargos e morte

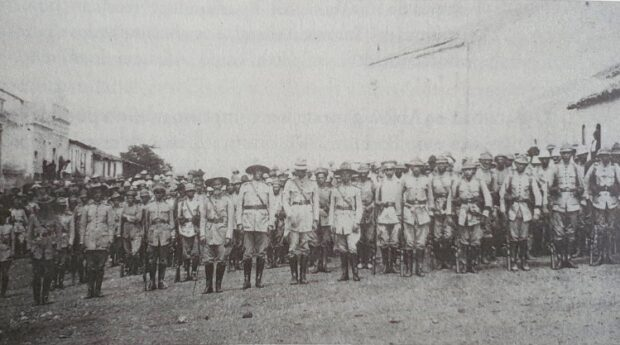
Batalhão de Patriotas para combater a Coluna-Prestes em Boa Vista, Pernambuco. O primeiro na primeira fila da esquerda é o tenente-coronel Wolney.

Abílio Wolney foi um dos principais combatentes da Coluna Prestes, comandando 450 soldados do chamado Batalhão Patriótico, para deflagrar o movimento militar, ao lado de Horácio de Matos, sendo elogiado pelo presidente Artur Bernardes, recebendo indulto. Durante a Era Vargas, Juracy Magalhães, interventor federal da Bahia, nomeou-o para o cargo de prefeito-interventor de Barreiras; permanecendo da sua nomeação de 1931 até 1937.

Abílio serviu, por fim, como prefeito-interventor de São José do Duro, nomeado por Filipe Antônio Xavier de Barros, general e interventor federal de Goiás. Vindo a falecer em 12 de setembro de 1965.